# 孫國豪
孫國豪（英語：Richard Sun，1974年12月14日—），臺灣男藝人。父親是台灣名演員秦漢（本名：孫祥鐘），母親是名媛邵喬茵。在小學畢業後就送到美國留學，直至到大學輟學，就開始個人演藝事業。首次參演電影是林青霞及張國榮主演的《白髮魔女傳2》，之後在臺灣、香港、大陸作多線發展。

## 家庭成員
祖父：孫元良
父親：秦漢（本名：孫祥鐘）
母親：邵喬茵
姊姊：孫詩雯

女友：楊泊霓 
女兒：Serena

## 作品
書
- 2002: 重車工具書「HOW TO RIDE」(黑羽出版社)

廣告
- 1995:可口可樂

唱片
- 1996:MTV音樂台VJ出版「瑪格蓮娜」中文版合輯

## 演出

### 電影
- 1993：香港《白髮魔女2》飾 綠痕
- 2000：香港《特警新人類2》飾 黑客少年Kurt
- 2001：香港《不死情謎》飾 Night
- 2018：大陸《寶蓮燈新傳》 飾 孫悟空
- 2018：台灣《角頭2：王者再起》飾 惡靈(Diavo-Lo)
- 2022：台灣《一家之主》飾 林育誠
- 2023：台灣《痞子英雄：最終回》飾

### 電視劇
- 1998：中視《台獨份子》
- 1997：中視《家是一窩豬》
- 2000：超視《星願》
- 2001：華視《蜜桃女孩》飾 阿涼
- 2001：八大《白色戀曲》 飾 餘 強
- 2002：華視《愛上總經理》
- 2003：台視《愛情啪啪走》
- 2007：屏風表演班《京戲啟示錄》
- 2012：民視《廉政英雄》飾 何畢汶
- 2013：三立都會台《真愛黑白配》飾 孫建偉
- 2016：電視電影《奉子不成婚》飾 韓東
- 2017：三立都會台 《只為你停留》
- 2018：《翻轉世界守護你》飾
- 2023: 《角頭影集》飾 Diablo

## 主持
- 1994 華視「星期天報報」
- 1994 中廣青春網DJ「青春之夜」
- 1995 MTV音樂台VJ
- 1998 超視「MR. 黑酷Man」
- 1999 三立「愛的大冒險」
- 2000 宏觀頻道「八斗中文秀」
- 2000 華視「愛的護照」
- 2001 衛視中文台「世界初體驗」
- 2005 中天「夏日瘋神榜」
- 2014 驚奇大冒險/ 巴基斯坦

## 外部連結
- 孫國豪的Facebook專頁
- 孫國豪的新浪微博
- 孫國豪在香港影庫上的簡介